# Tutizama Tanito
Tutizama Tanito (27 novembre 1993) è un calciatore salomonese, attaccante del Marist.

## Carriera

### Club
In carriera ha totalizzato complessivamente 18 presenze e 10 reti nella OFC Champions League.

### Nazionale
Ha esordito con la nazionale salomonese nel 2012; tra il 2012 ed il 2019 ci ha giocato in tutto 15 partite, segnando anche 2 gol.

## Palmarès

### Club

#### Competizioni nazionali
- National Soccer League: 1

Hekari United: 2011-2012